# Contrade de Sienne
Pour les articles homonymes, voir Contrada.

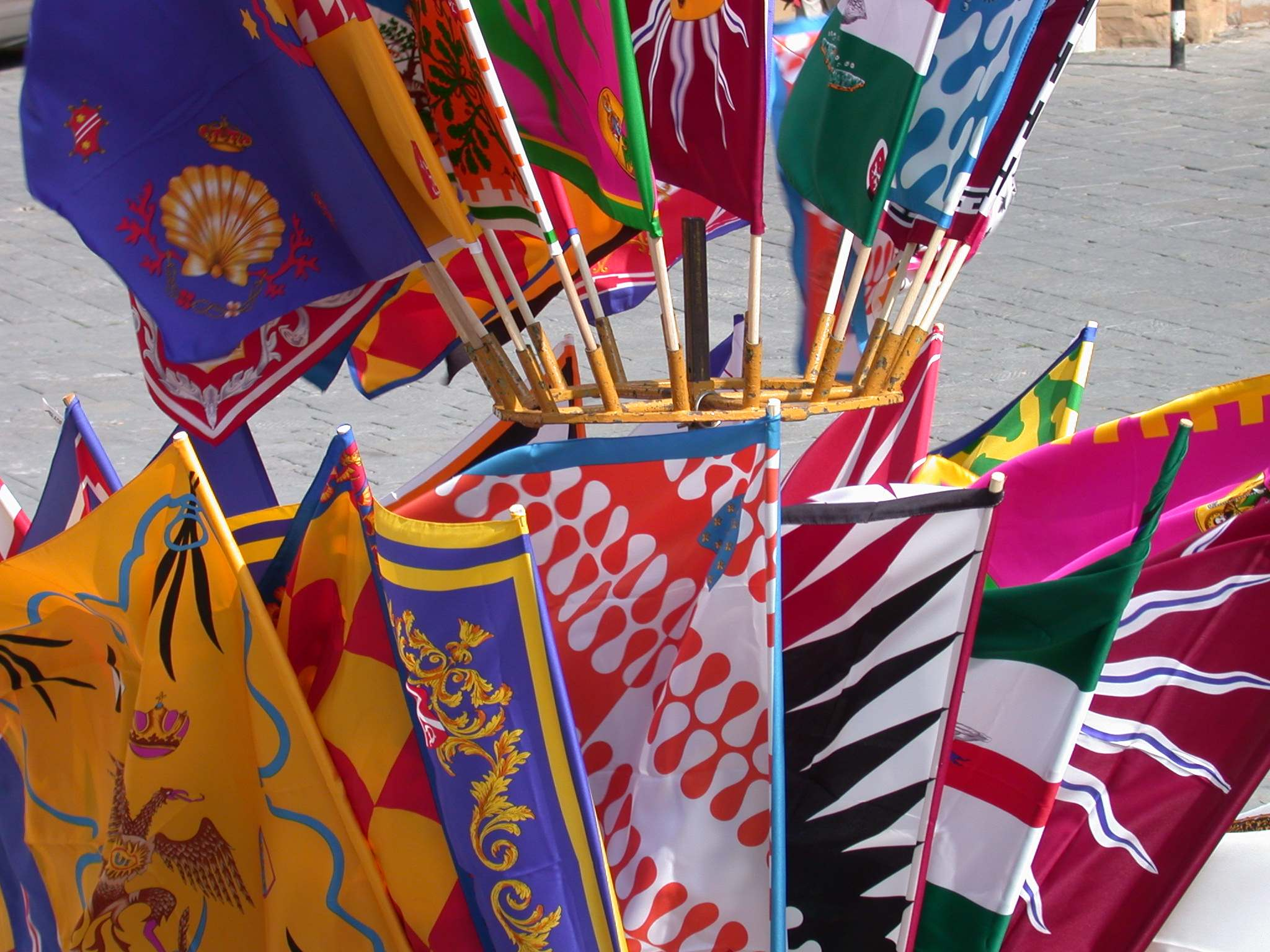
Les drapeaux vendus dans la ville en particulier les jours du Palio.

Les contrade (singulier contrada) de la ville de Sienne, région de Toscane, Italie, constituent des regroupements culturels de quartiers médiévaux de la ville.
Elles sont aujourd'hui au nombre de dix-sept, et se situent le long des rues sinueuses de la vieille ville, à l'intérieur des murailles médiévales.
Les identités socio-culturelles des habitants de la ville qui font partie de ces contrade sont très fortes ; s'y rattachent un blason d'héraldique propre à la contrada, des chansons et des hymnes, des codes de couleur qui les distinguent les unes des autres, et un syncrétisme religieux particulier, quoique restant d'obédience catholique.
Elles constituent « un exemple unique de structure sociale, qui se plaît à se penser en termes de petite patrie, de ville dans la ville, libre, indépendante et souveraine ».

## Origine historique

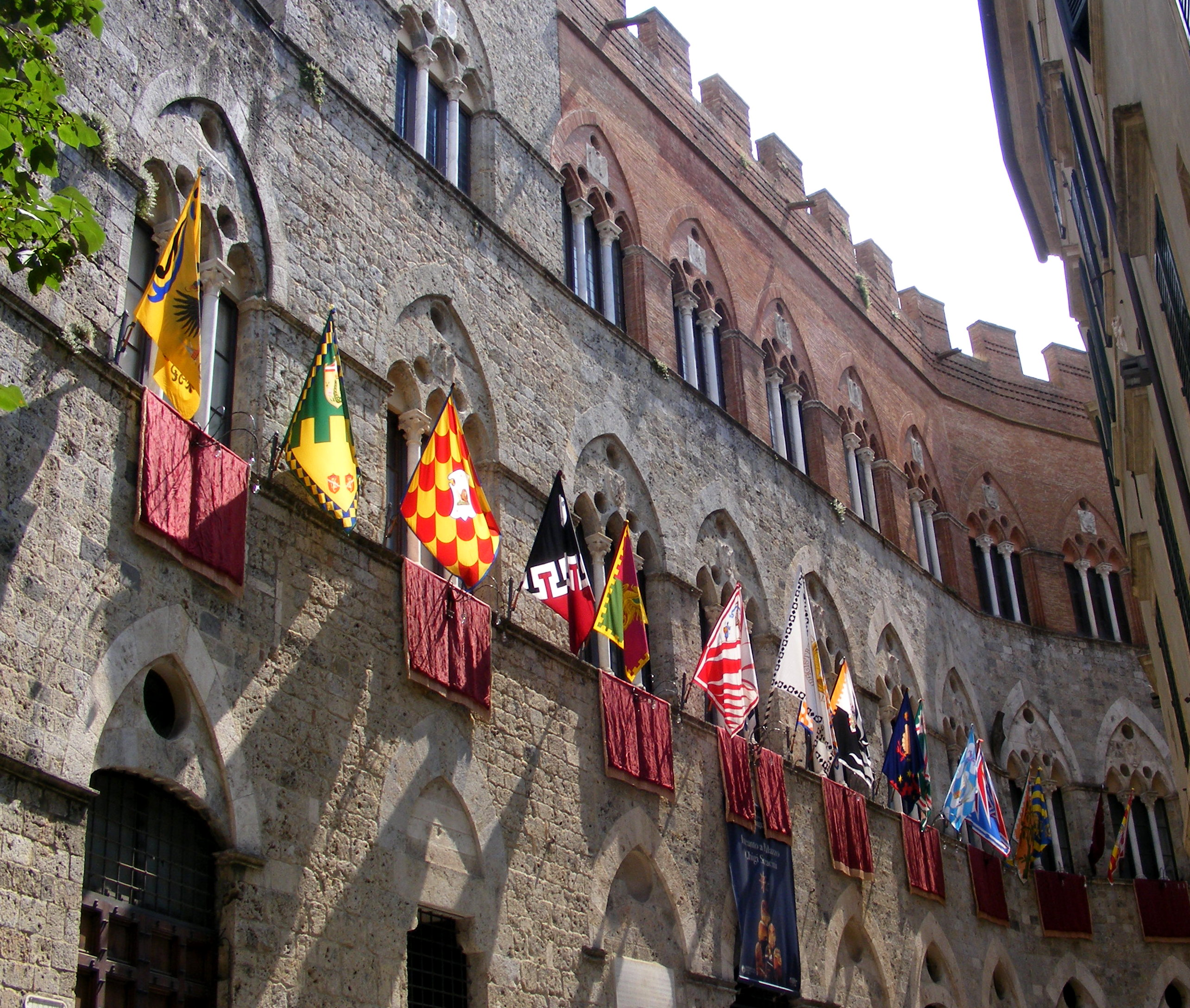
Palazzo Chigi-Saracini : les étendards des Contrade en 2014.

Les contrade correspondaient, à l'époque de Sienne cité-État rivale de Florence sur la Toscane, à des subdivisions de la ville dans lesquelles les soldats, par contrada, formaient un régiment différent lorsque l'armée siennoise partait en guerre.
À cette  époque, les compagnies levées, liées aux quartiers de la ville, portant le nom de contrade, étaient au nombre de cinquante. Bien que Sienne ait gagné la bataille de Montaperti, elle finit par perdre l'avantage contre Florence.
En 1348, Sienne est ravagée par la peste noire. Les contrade sont alors réduites à quarante-deux. La république de Sienne prend fin au terme de la campagne militaire nommée « guerre de Sienne », menée par les Médicis de Florence en 1555, à l'issue de laquelle Sienne devient une colonie de son ancienne rivale qui lui interdit de lever une armée.
Les contrade perdent alors leur statut militaire. Leur rôle évolue quand elle prennent le contrôle de l'organisation du Palio, auquel elles participent depuis le XVe siècle. Leur nombre se réduit progressivement à dix-sept.
La présence des contrade dans la vie quotidienne et dans la culture siennoise est toujours très vivace. Même si leur rôle est plus spectaculaire lors du Palio de Sienne, les rituels des contrade rythment tout au long de l'année la vie des quartiers intra-muros de la ville. Un Siennois qui naît dans un de ces quartiers est accompagné toute sa vie par le calendrier socio-culturel animé par son quartier d'origine.

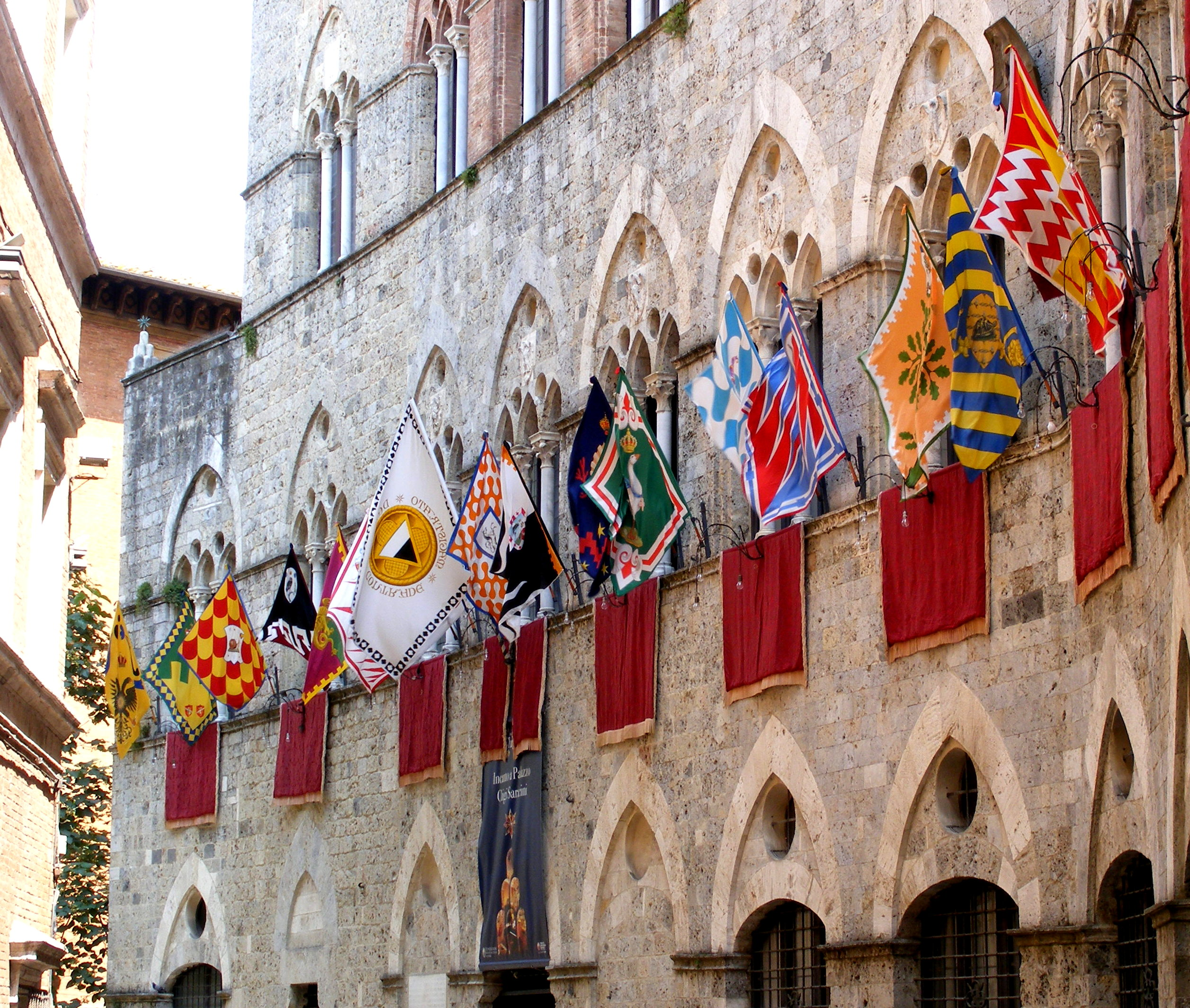
Embellissement de la ville à l'occasion du Palio d'août 2014 (le seconde course annuelle, l'autre ayant lieu début juillet).

## Dix-septcontrade
À l'heure actuelle, Sienne compte 17 contrade, presque toutes portant un nom d'animal tutélaire.
Leurs noms suivent en italien par ordre alphabétique :
- Aquila (l'Aigle)
- Bruco (la Chenille en guise de ver à soie)
- Chiocciola (l'Escargot)
- Civetta (la Chouette)
- Drago (le Dragon)
- Giraffa (la Girafe)
- Istrice (le Porc-épic)
- Leocorno (la Licorne)
- Lupa (la Louve)
- Nicchio (la Coquille)
- Oca (l'Oie)
- Onda (l'Onde)
- Pantera (la Panthère)
- Selva (la Forêt)
- Tartuca (la Tortue)
- Torre (la Tour)
- Valdimontone (le Bélier)

Les trois qui ne portent pas de nom de l'animal tutélaire s'identifient tout de même, sur le blason, à des animaux :
- Onde : un dauphin ;
- Selva : un rhinocéros devant un arbre, figurant la forêt ;
- Tour : un éléphant portant une tour de guerre (comme les éléphants de guerre indiens).

Relations entre contrade
Celles-ci se résument à des liens de rivalités entre, par exemple :
- La Civetta et le Leocorno
- L'Istrice et la Lupa
- La Chiocciola et la Tartuca (on remarque que le nom est tartuca et non tartaruga qui est le vrai mot pour dire tortue en italien)
- Le Nicchio et le Valdimontone (ou plus couramment Montone)
- La Pantera et l'Aquila
- L'Oca et La Torre
- L'Onda et La Torre

Seules quatre contrade n'ont pas d'ennemis :
- La Selva (forêt représentée avec un rhinocéros)
- Le Drago
- La Giraffa
- Le Bruco

Cartes de la contrade de Sienne
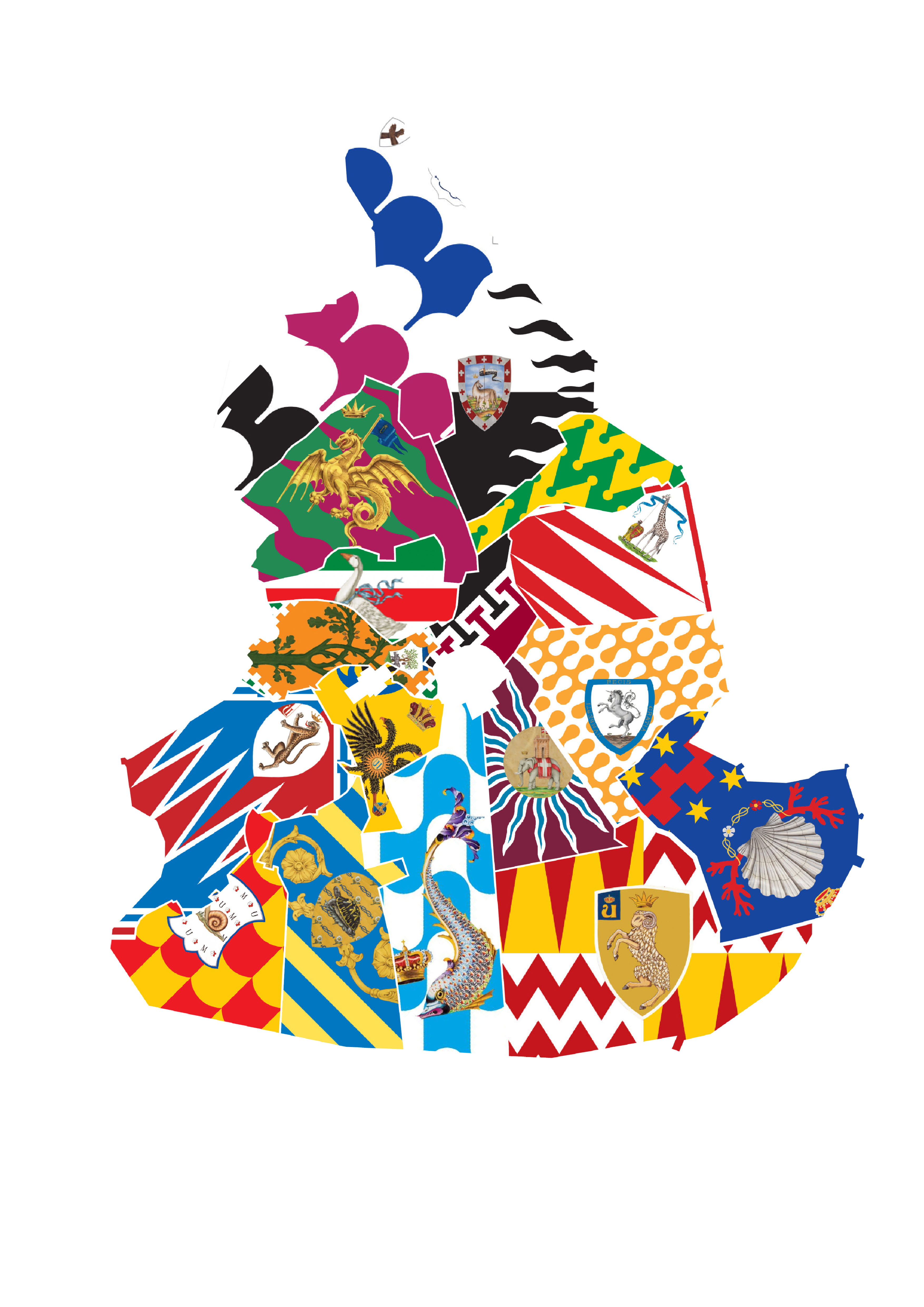
Contrade et ses drapeaux
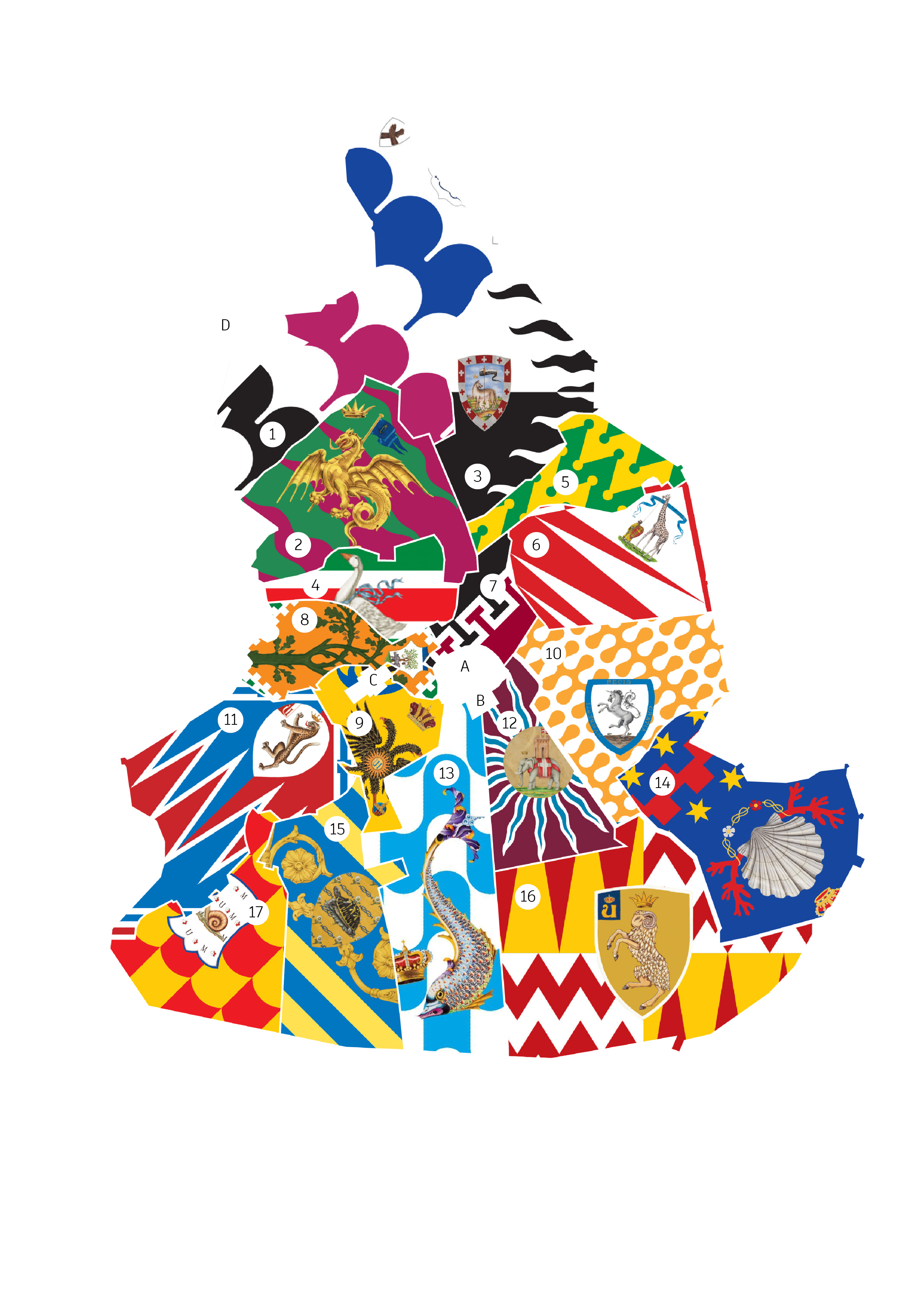
Différentes contrada et lieux communs de Sienne.
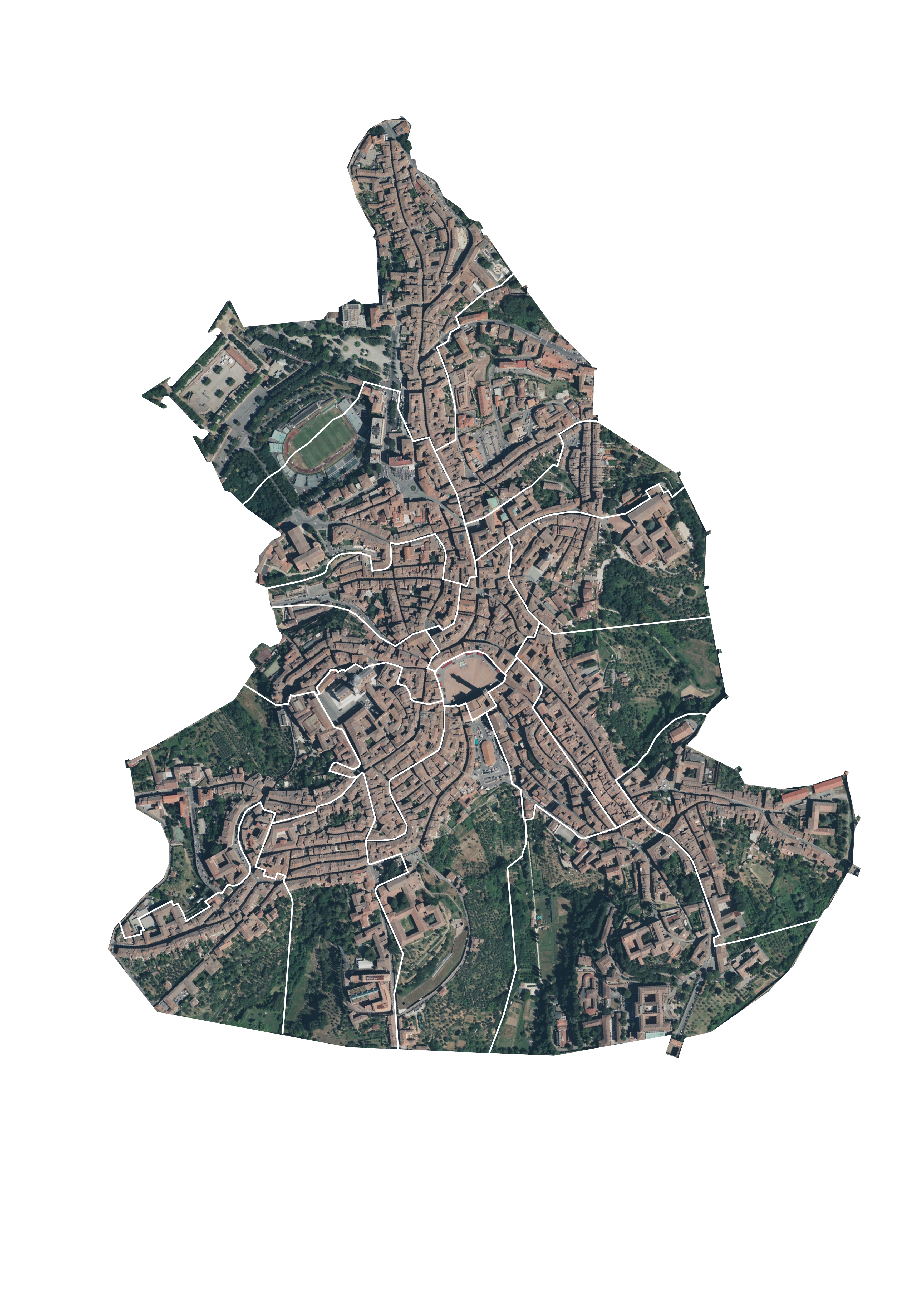
Limites des contrada sur une vue  satellite de Sienne

## Contrademorte
Avant 1675, existaient également six autres contrade : le Chêne (la Quercia), la Vipère (la Vipera), l'Ours (l'Orso), le Lion (il Leone), le Coq (il Gallo) et le Glaive (la Spadaforte). Ces contrade, après une période de déshérence, furent disqualifiées en raison de leur manque de moyens et leur absence de participation à la vie de la ville. Aujourd'hui éteintes et qualifiées de contrade morte, elles ont été absorbées par les contrade restantes, qui en conservent d'ailleurs souvent des traces dans leur blason. Néanmoins, elles défilent toujours, aux côtés des autres, les visières de leurs heaumes fermées, dans le traditionnel cortège de porte-drapeaux, de tambours et de sonneurs de trompe, qui précède la course. Les contrade morte furent officiellement supprimées en 1729 par un édit de Violante Beatrice de Bavière qui sanctionnait la division deterritoriale des contrade toujours en vigueur,.
En 1983, les auteurs de romans policiers Fruttero et Lucentini publient Il Palio delle Contrade morte, un livre dans lequel, à la veille du Palio de Sienne, un jockey est retrouvé assassiné. La clef de l'énigme se révèle  surnaturelle : le jockey a été assassiné pour que son fantôme puisse chevaucher, pendant la course, le cheval d'une des contrade morte.

## Éléments distinctifs
Chaque contrada dispose d'éléments qui la distinguent des autres contrade.
- un animal tutélaire
- deux, trois voire quatre couleurs distinctives
- un motif sur le blason
- le terzo dans lequel se trouve le quartier de la contrada
- une devise de rattachement (motto)
- un numéro cabalistique
- une « dénomination complète » datant de l'époque des compagnies militaires (ie Contrada Capitana dell'Onda pour la « contrada de l'Onde »).
- un hymne (chanté par les contradaioli à chaque manifestation)
- une corporation (Arte) de référence
- une ou plusieurs compagnies militaires levées par contrada(au plus trois) ; avant que Sienne ne soit vaincue par Florence

- un saint patron parmi le calendrier chrétien, à laquelle elle se dédie
  - une date de fête de la contrada, correspondant au saint patron.
- une chapelle dans laquelle le fantino (jockey) et son cheval sont bénis avant la course
- une fontaine (fonte) principale

- une ou plusieurs contrade alliées pendant le Palio
- une contrada adverse[7]
- un musée (contenant les palii (banderoles prix de la course) gagnés et divers objets en lien avec le palio notamment)

- une « société » (pris au sens de club social avec bar, salle des fêtes et salle d'activités)
- un siège social (ces trois entités pouvant être situées en un même lieu)

## Vie sociale d'un habitant de Sienne
Un habitant qui est né dans une des rues de la vieille ville se rapportant à l'une des contrade va bénéficier toute sa vie de la possibilité de soutenir son quartier. Il est baptisé par le prieur de sa contrada, en grandissant il peut jouer dans la salle des fêtes à l'occasion de la fête de la contrada. Adulte, il est supporter au palio (on raconte que les couples se défont pour le temps de la course lorsque chacun fait partie d'une contrada différente, tant les enjeux sont importants pour les supporters). On trouve des membres, une fois âgés, peindre dans les arrière-cour les lampions aux couleurs de la contrada qui vont décorer les rues du quartier à l'occasion de la prochaine fête patronale.
Comme cette identité appartient aux habitants, pour ne pas la dénaturer ils n'en font pas la promotion à l'extérieur. L'office de tourisme délivre très peu d'informations sur les adresses des sièges situés en ville. De sorte qu'un touriste peut très bien passer dans la rue principale d'une contrada et ne pas s'apercevoir du particularisme.

## Contradeetpalio
Les « contradaioli » sont les supporters de leur contrada. Chacun porte un nom se rapportant à la contrada. Par exemple, les supporters de l'Onda sont les Ondaioli. Ils se servent de foulards aux couleurs de la contrada et assistent au palio vêtus tels des supporters de football. Les foulards sont ceux qui sont vendus par l'économat au siège de la contrada (en général adossé au musée et à la chapelle), en soie ou bemberg coloré sur chaque face, et non les pâles copies qui figurent dans les boutiques à destination des touristes, que les contradaioli considèrent comme des contrefaçons.

## Diffusion et impact sur la région sud de Sienne: l'Étrurie

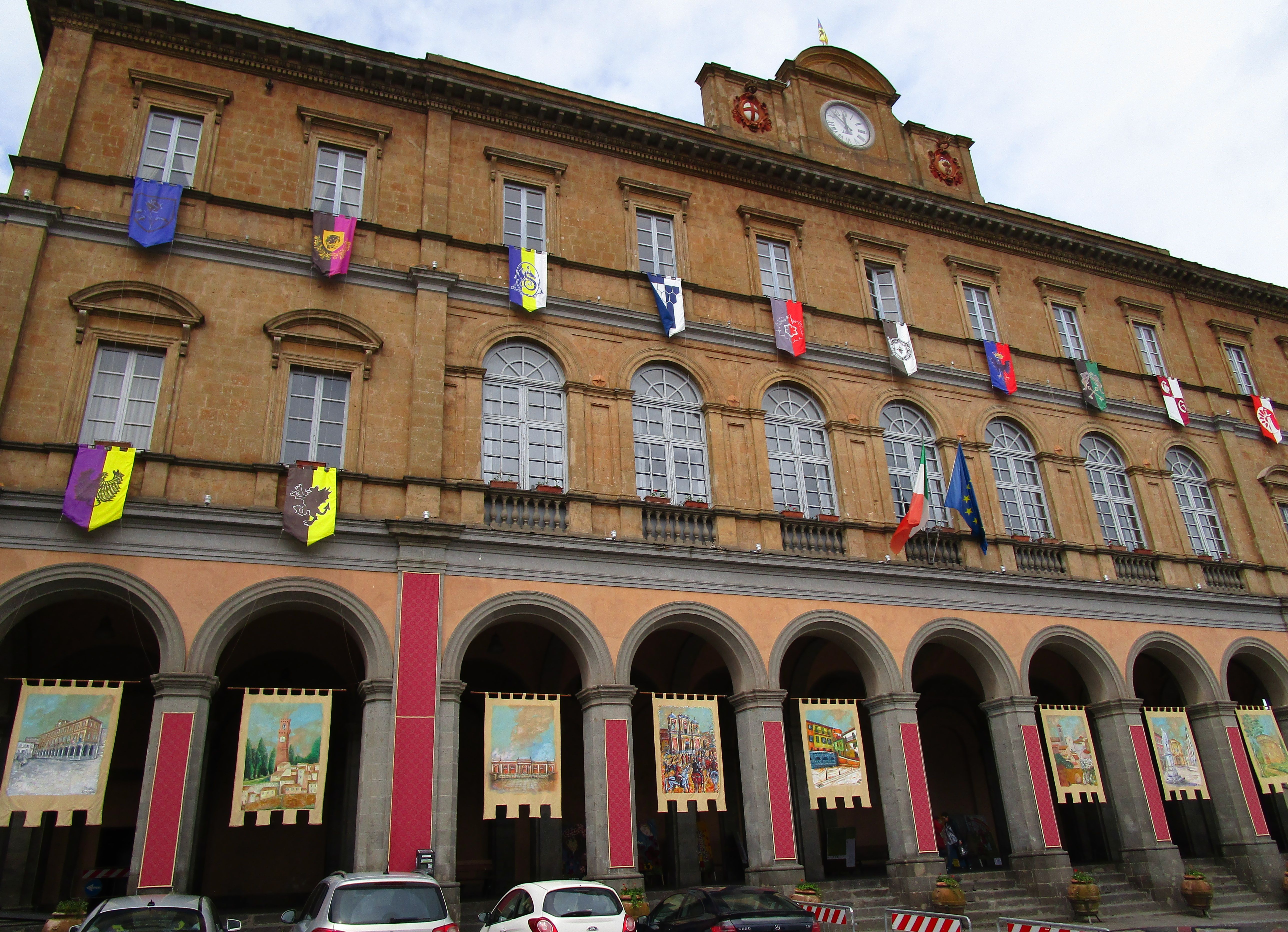
Hôtel de ville à Acquapendente (nord du Latium) en mai 2018, la veille de la Festa dei Pugnaloni.

L'impact culturel du palio a essaimé dans les villes de plus petite taille au sud de la Toscane, et ce, jusqu'au Latium. À Montepulciano, ville fameuse pour son vin, on organise une course de tonneaux ; ailleurs une course à dos d'ânes. À Acquapendente, ville étape du chemin de pèlerinage de Londres à Rome, des contrade existent depuis les années 1970 reprenant de manière ironique les contrade de Sienne. L'une d'entre elles, par exemple, porte le nom de COMB, devise évoquant le SPQR romain. Cette fois, la signification est Club Of Many Boys.